# Campo Grande do Piauí
Pour les articles homonymes, voir Campo Grande (homonymie).
Campo Grande do Piauí est une municipalité brésilienne située dans l'État du Piauí.